# Michael Jurack
Michael Jurack (* 14. Februar 1979 in Straubing) ist ein deutscher Judoka.
Jurack wuchs auf in Rinkam, Gemeinde Atting, und begann im Alter von neun Jahren bei der KSG Straubing-Aiterhofen mit dem Judo. Seinen ersten internationalen Erfolg feierte er 1998 mit dem Gewinn der Bronzemedaille bei den Junioren-Europameisterschaften. Wegen einer Schulterverletzung musste er 1999 für ein halbes Jahr pausieren.
Beim World Masters im Juli 2001 in München setzte sich Jurack gegen die internationale Judoelite durch und gewann das Turnier in seiner Gewichtsklasse.
2003 erreichte er bei den Judo-Weltmeisterschaften in Osaka Rang 7. Bei den Judo-Europameisterschaften 2004 in Bukarest wurde er Fünfter und qualifizierte sich damit für die Olympischen Sommerspiele in Athen und gewann dort überraschend die Bronzemedaille.
Dafür wurde er am 16. März 2005 mit dem Silbernen Lorbeerblatt ausgezeichnet.
Jurack ist Hauptfeldwebel der Bundeswehr und wird von ihr finanziell gefördert. In der Bundesliga startet Jurack für den mehrfachen Deutschen Mannschaftsmeister TSV Abensberg.